# Gare d’Éguzon
Gare d’Éguzon vasútállomás Franciaországban, Éguzon-Chantôme településen.

## Vasútvonalak
Az állomást az alábbi vasútvonalak érintik:
- Orléans–Montauban-vasútvonal

## Kapcsolódó állomások
A vasútállomáshoz az alábbi állomások vannak a legközelebb:
- Gare de Saint-Sébastien (Gare de Montauban-Ville-Bourbon, Orléans–Montauban-vasútvonal)
- Gare d’Argenton-sur-Creuse (Gare des Aubrais - Orléans, Orléans–Montauban-vasútvonal)